# داویده دی جنارو
داویده دی جنارو (ایتالیایی: Davide Di Gennaro؛ زادهٔ ۱۶ ژوئن ۱۹۸۸) بازیکن فوتبال اهل ایتالیا است.
از باشگاه‌هایی که در آن بازی کرده‌است می‌توان به میلان، بولونیا، جنوا، رجینا، لیورنو، پادوا، مودنا، اسپتزیا، پالرمو، ویچنزا، کالیاری، لاتزیو و سالرنیتانا اشاره کرد.